# ایزاک دویچر
ایزاک دویچر (به آلمانی: Isacc Deutscher) (زاده آوریل ۱۹۰۷ - درگذشته ۱۹ اوت ۱۹۶۷) نویسنده روزنامه‌نگار و متفکر مارکسیست مستقل لهستانی

## زندگی‌نامه
ایزاک دویچر در سال ۱۹۰۷ در «زانوف» لهستان به دنیا آمد. در سن ۱۹ سالگی به عضویت حزب کمونیست لهستان درآمد و با نوشتن مقالات سیاسی در روزنامه‌های آن عصر شهرتی یافت. انحطاط بوروکراتیک انقلاب اکتبر او را به مبارزات اپوزیسیون چپ حزب بلشویک در شوروی جلب کرد. در سال ۱۹۳۱ رهبری جناح اپوزیسیون ضداستالینیستی در حزب کمونیست لهستان را برعهده داشت. در سال ۱۹۳۲ از حزب اخراج شد و سرانجام از میهنش رانده شد و در کشورهای غرب به تحقیقات پر دامنه و ارزنده اش ادامه داد. در آستانه جنگ جهانی دوم که خطر حملهٔ ارتش آلمان هیتلری به لهستان قریب‌الوقوع بود به انگلستان (لندن) مهاجرت کرد و در آن جا به عنوان روزنامه‌نگار فعالیت می‌کرد. قدرت تحلیل مسایل سیاسی، تسلط کامل بر زبان انگلیسی و قلم استثنایی اش از او یک چهرهٔ برجستهٔ مارکسیستی در دوران بعد از جنگ ساخت. یکی از صاحب نظران انقلاب اکتبر و استالینیزم بود. کتاب‌های بیوگرافی تروتسکی در سه جلد و بیوگرافی استالین در دو جلѧد از مهم‌ترین آثار وی به حساب می‌آیند. کتاب مشهور دیگرش به نام «انقلاب ناتمام» که دربارهٔ انقلاب اکتبر نوشته شده به اکثر زبان‌های دنیا ترجمه شده است. مطالعه آثار وی برای علاقه‌مندان به مسایل مارکسیزم و تاریخ شوروی امری ضروری است. دویچر در آخرین سال‌های عمر سمت استادی تاریخ را در دانشگاه آکسفورد به عهده داشت. نظرات دویچر تأثیر زیادی بر شکل‌گیری جریانات جدید و رادیکال چپ در بریتانیا در دهه‌های ۱۹۶۰ و ۱۹۷۰ داشت. دویچر در ۱۹ اوت ۱۹۶۷ در حالی که در ایتالیا تعطیلات خویش را می‌گذراند در شهر رم بر اثر سکته قلبی درگذشت.

## کتابشناسی
- زندگینامه سه جلدی لئون تروتسکی (پیامبر مسلح، پیامبر بی سلاح، پیامبر مطرود) {ترجمه به فارسی}
- استالین: یک زندگینامه سیاسی {ترجمه به فارسی تحت عنوان "استالین تزار سرخ"}
- انقلاب ناتمام
- یهودی غیر یهودی و دیگر آثار
- دربارهٔ فلسطین (به همراه ماکسیم رودنلسون)